# O Primeiro Beijo
O primeiro beijo é o nome mais conhecido da pintura original intitulada L'Amour et Psyché, enfants (em francês O Amor e Psiquê, infantes) obra do francês, William-Adolphe Bouguereau, que foi feita em 1890, em óleo sobre tela, em 119 cm por 71 cm. Representa o primeiro beijo entre Cupido e Psiquê.

## Origem do nome
Uma das primeiras galerias virtuais foi o Web Museum. Este sítio catalogou erroneamente a obra com o nome Le Premier Baiser (1873), um erro que se repetiu mais tarde, e que fez com que o trabalho fosse conhecido por este nome na atualidade.

## Obras relacionadas
William-Adolphe Bouguereau teve muita inspiração pelo tema entre Cupido e Psiquê e realizou outras obras sobre este mesmo tema:

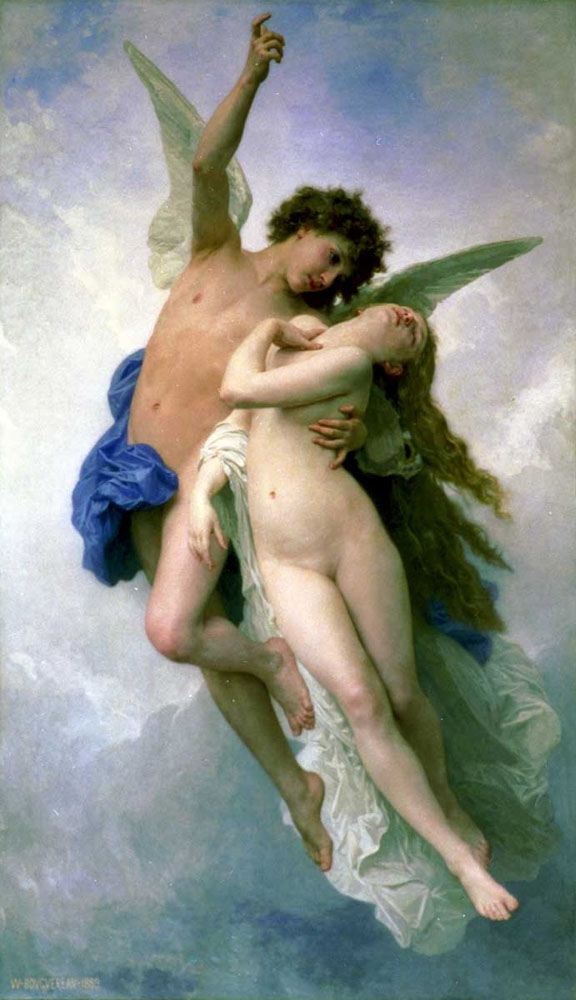
Psiquê e Cupido (1889)
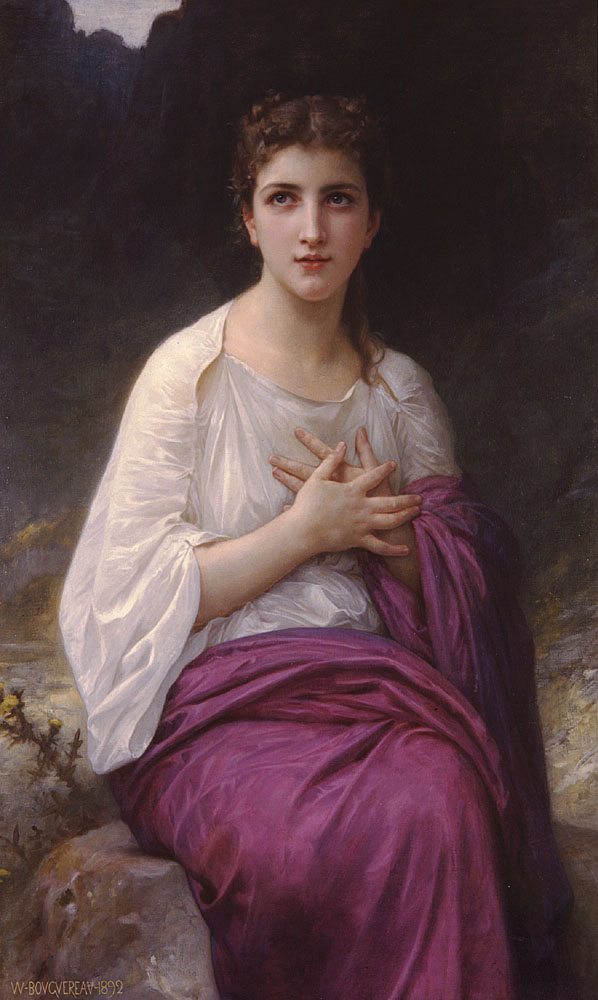
Psiquê (1892)
O rapto de Psiquê (1895)